# Wschodni Bosfor
Wschodni Bosfor (ros. Босфор Восточный) – rosyjska cieśnina o długości 9 km, oddzielająca Wyspę Rosyjską od stałego lądu i Półwyspu Murawiowa-Amurskiego. Cieśnina łączy dwie części Zatoki Piotra Wielkiego: Zatokę Amurską i Zatokę Ussuryjską.
W lipcu 2012 roku nad cieśniną otwarto most wantowy, jeden z mostów o najdłuższym przęśle (1104 m), łączący Wyspę Rosyjską ze stałym lądem.